# Victor Tedesco Stadium
Victor Tedesco Stadium – to stadion piłkarski w mieście Marsa na Malcie. Swoje mecze rozgrywa na nim drużyna piłkarska Ħamrun Spartans. Stadion może pomieścić 6 000 widzów.